# Neum
Neum (in serbo cirillico: Неум, nel medioevo conosciuto come Porto Noumense) è una città della Bosnia ed Erzegovina con 4 960 abitanti al censimento 2013, che costituisce, con la sua costa di circa 20 km, l'unico sbocco al mare dello Stato balcanico. La città e il suo entroterra separano al tempo stesso la Dalmazia meridionale croata dal resto della Croazia.

## Storia e geopolitica
Lo sbocco al mare di Neum risale alla fine del XVII secolo. Il confine settentrionale (verso Spalato) corrisponde alla frontiera, nota come linea Nani, fissata tra l'impero ottomano e la Repubblica di Venezia nel 1671, a seguito della guerra di Candia. Il confine meridionale (verso Ragusa) venne invece fissato in seguito alla pace di Carlowitz nel 1699, quando i ragusei concessero la zona di Neum, assieme a Sutorina, ai possedimenti ottomani della Bosnia per garantire una zona di cuscinetto fra Venezia e Ragusa e a loro pure uno sbocco al mare, potendo così pure imporre dei diritti di dogana sui commerci del litorale dalmata.
La città fece ininterrottamente parte dell'impero ottomano fino al 1878, poi rimase nominalmente turca, ma sotto amministrazione austriaca, finché nel 1908 venne annessa all'impero austro-ungarico, al quale appartenevano già i contigui territori delle due ex repubbliche marinare. Col sorgere del Regno di Jugoslavia, la città cessò di essere zona di frontiera, anche se l'antico confine fu mantenuto nel dopoguerra per la suddivisione interna della Jugoslavia titina in entità federali. La frontiera è ritornata ad essere internazionale con l'indipendenza della Bosnia ed Erzegovina.

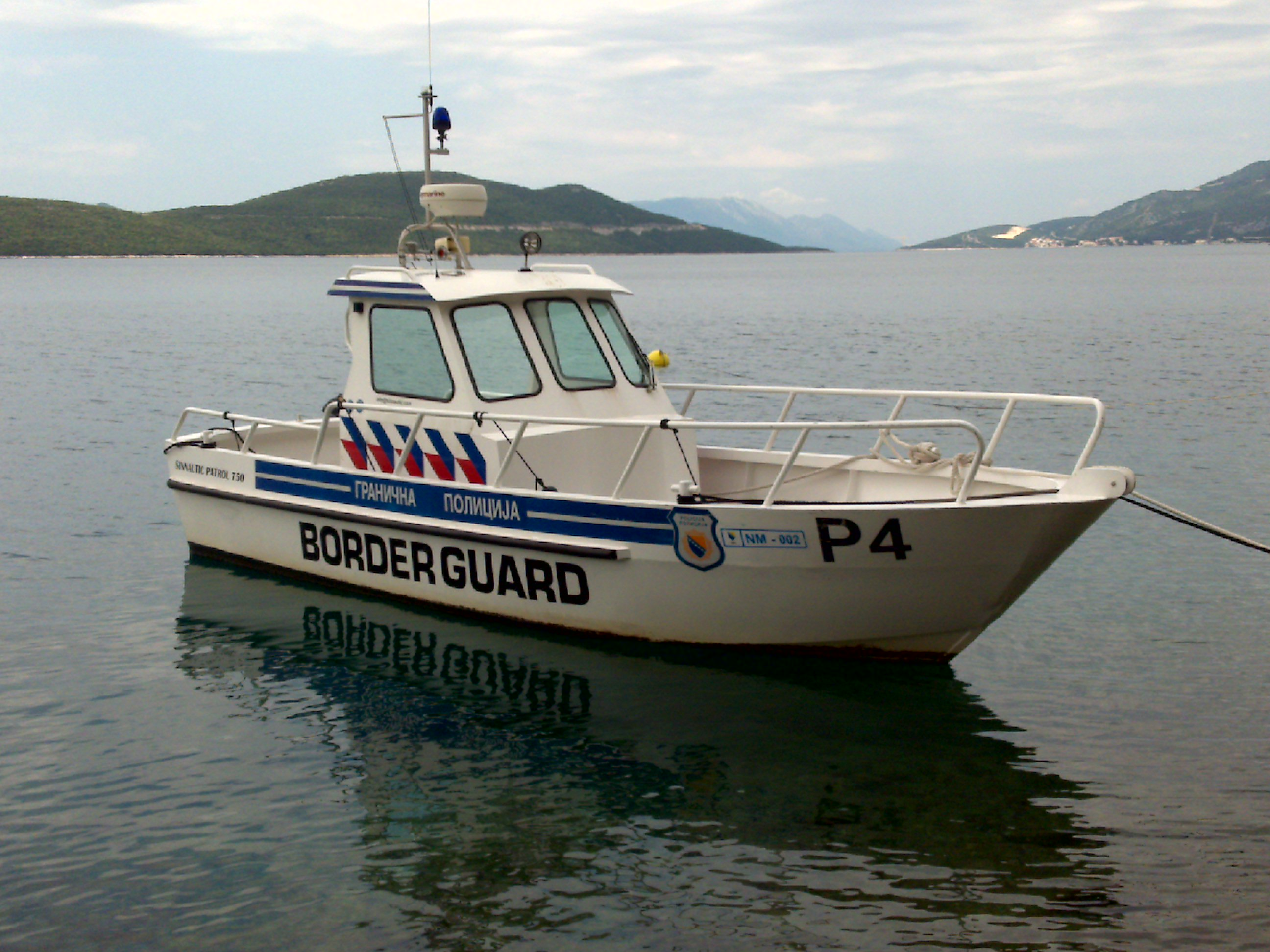
Motovedetta della polizia di frontiera (Granična Policija) ormeggiata a Neum

La città di Neum è collegata territorialmente al resto della Bosnia ed Erzegovina e fa parte del cantone dell'Erzegovina-Narenta, ma è comunque considerabile simile ad un enclave dal punto di vista delle comunicazioni, perché la principale strada che l'attraversa è la Jadranska Magistrala (la litoranea croata). Infatti per raggiungere Mostar, sebbene esista una strada interna (M-17/3) che passa per Stolac (anche più breve), la strada più veloce è quella che passa dalla frontiera con la Croazia per poi risalire la valle della Narenta.
La Croazia da parte sua ha inaugurato nel 2022 il ponte di Sabbioncello tra la costa dalmata e la prospiciente penisola di Sabbioncello per stabilire un collegamento nazionale con l'exclave della Dalmazia meridionale mentre la Bosnia ed Erzegovina ha iniziato a progettare l'ampliamento della strada interna Stolac-Neum M-17/3.

## Geografia antropica
Il territorio comunale comprende, oltre al capoluogo, i 27 centri abitati di Babin Do, Borut, Brestica, Broćanac, Brštanica, Cerovica, Cerovo, Crnoglav, Dobri Do, Dobrovo, Donji Drijen, Donji Zelenikovac, Dubravica, Duži, Glumina, Gornje Hrasno, Gradac, Hotanj Hutovski, Hutovo, Kiševo, Moševići, Prapratnica, Previš, Rabrani, Vinine e Žukovica.

## Sport
Neum ha una squadra di pallanuoto, il VK Jadran Neum, che gioca nella federazione croata, la Hrvatski vaterpolski savez.

## Etnie contea di Neum (censimento 1991)
4.268 ab. di cui:

87,6% croati

4,9% serbi

4,7% musulmani (bosniaci)

2,1% jugoslavi

0,7% misti (albanesi, macedoni, montenegrini, sloveni)

## Etnie città di Neum (censimento 1991)
1 993 abitanti di cui:

94% croati

2% bosgnacchi (musulmano-bosniaci)

3% serbi

1% misti (albanesi, macedoni, montenegrini, sloveni)

## Galleria d'immagini

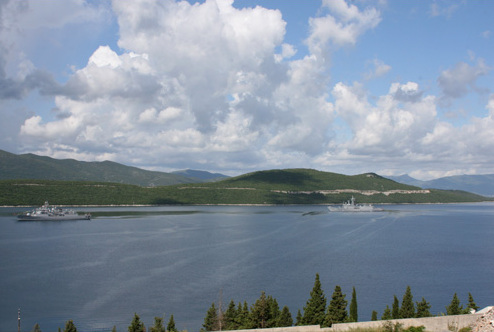
Costa adriatica di Neum
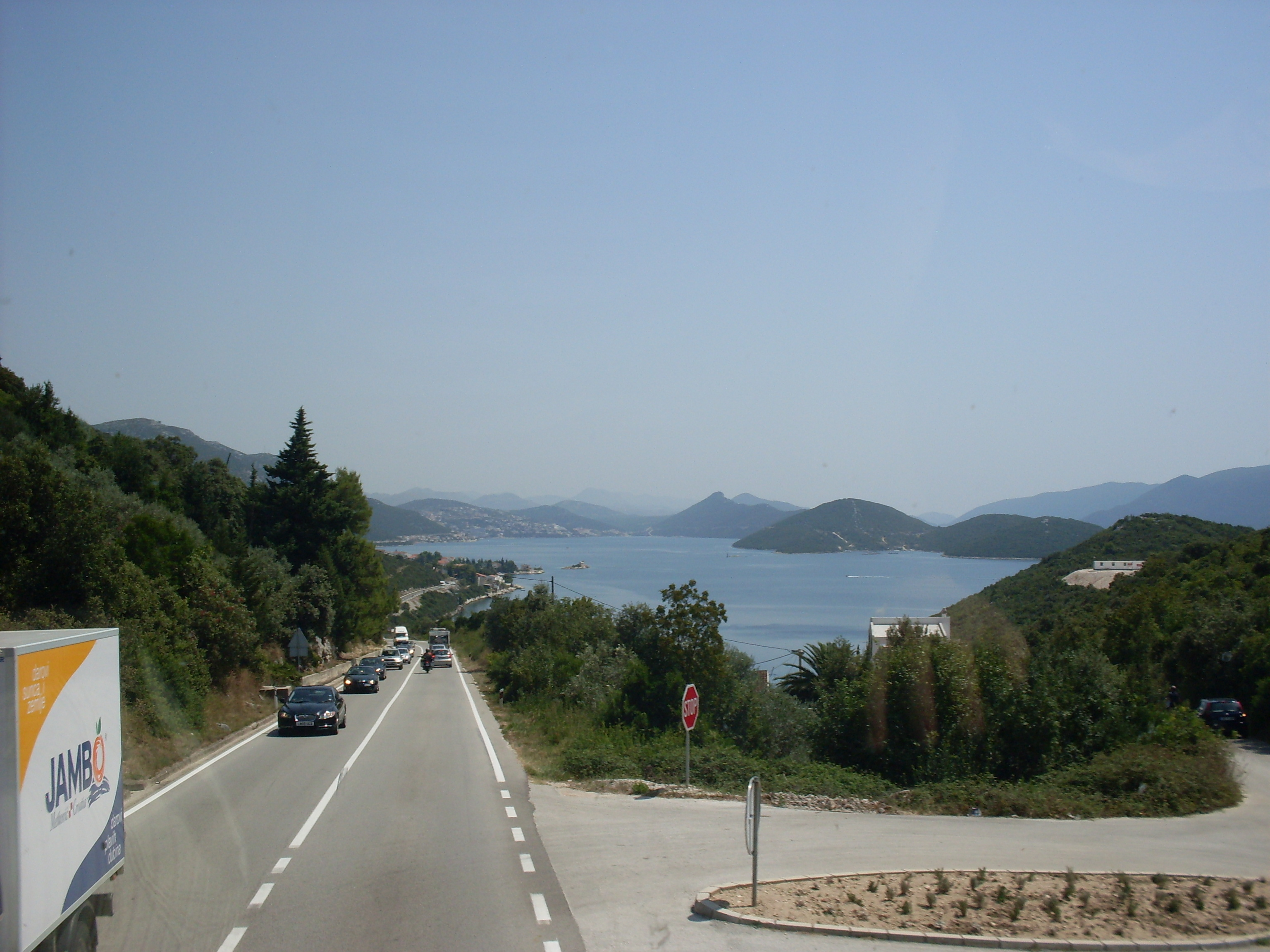
Baia di Neum vista dalla Croazia
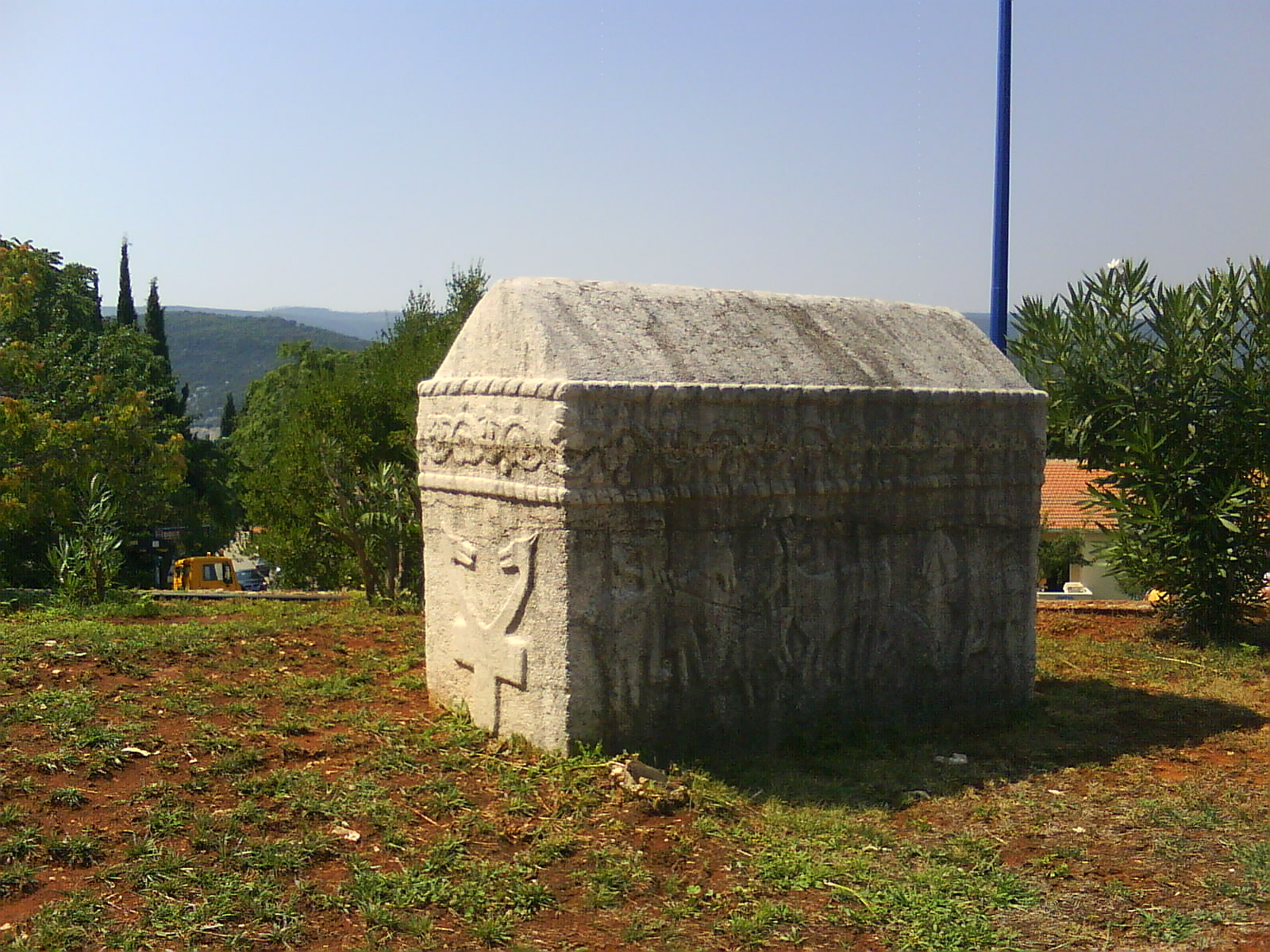
Pietra tombale Stećci medievale a Neum
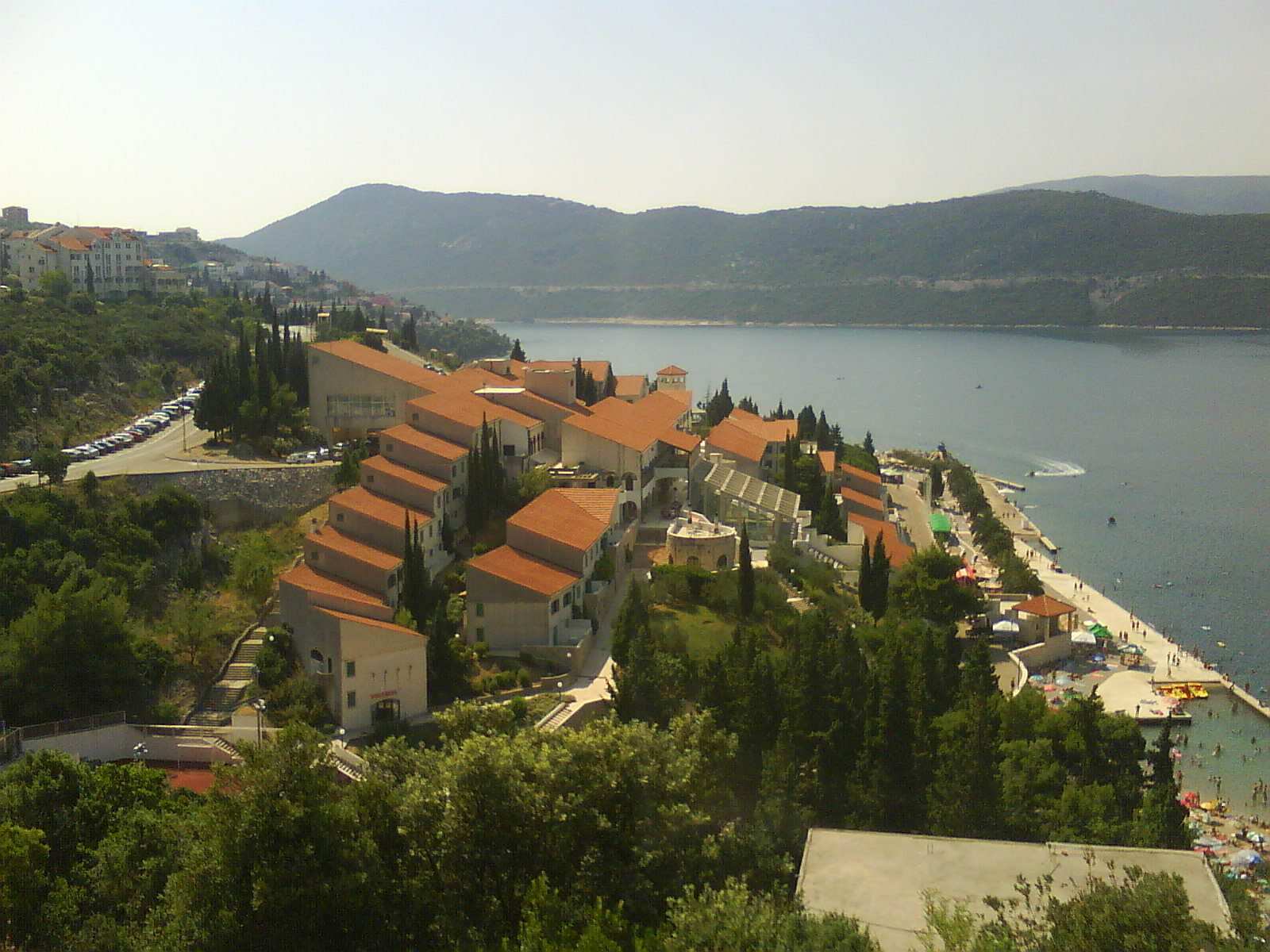
Alberghi sulla costa
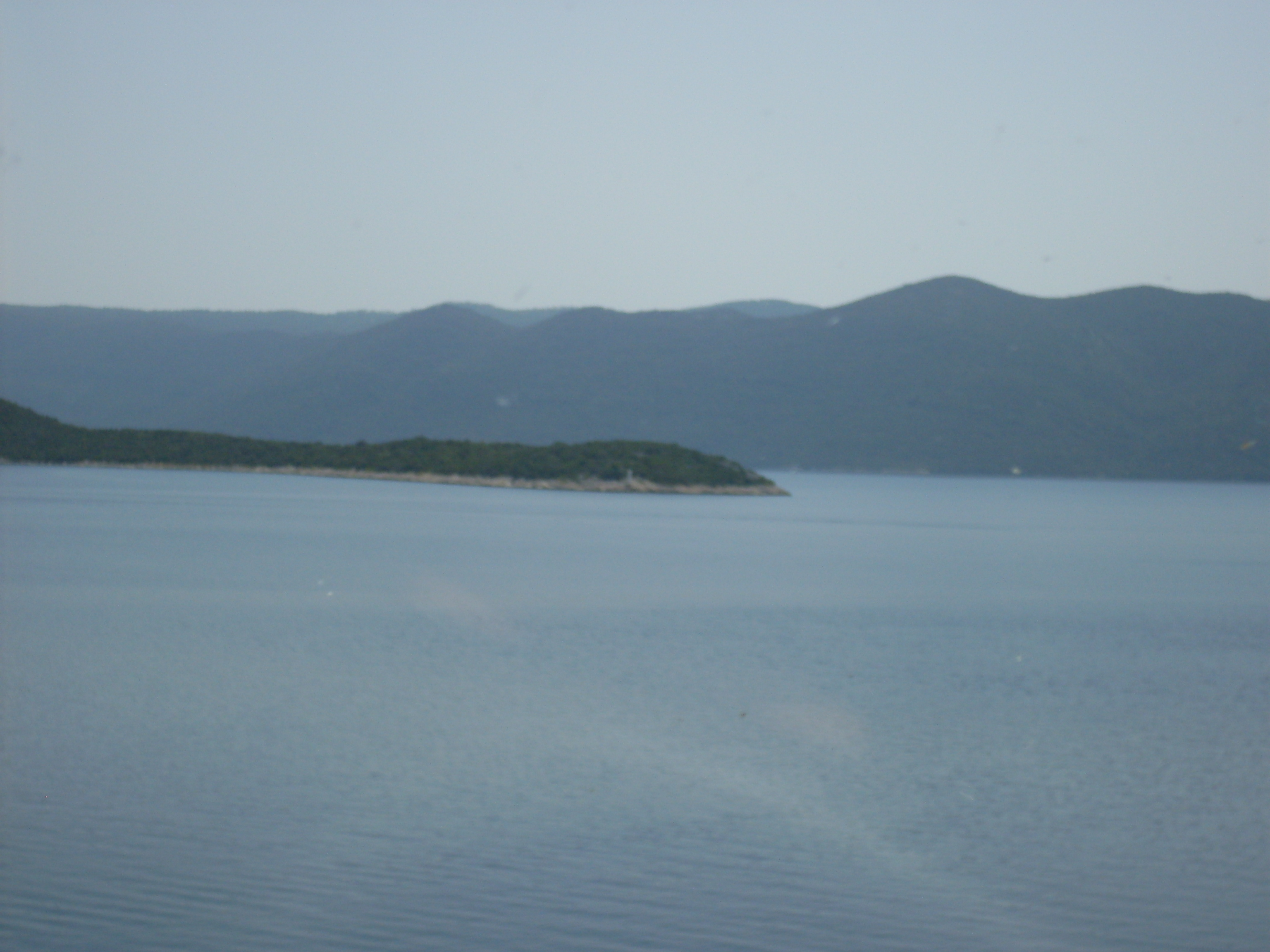
Penisola di Clesto (Klek)
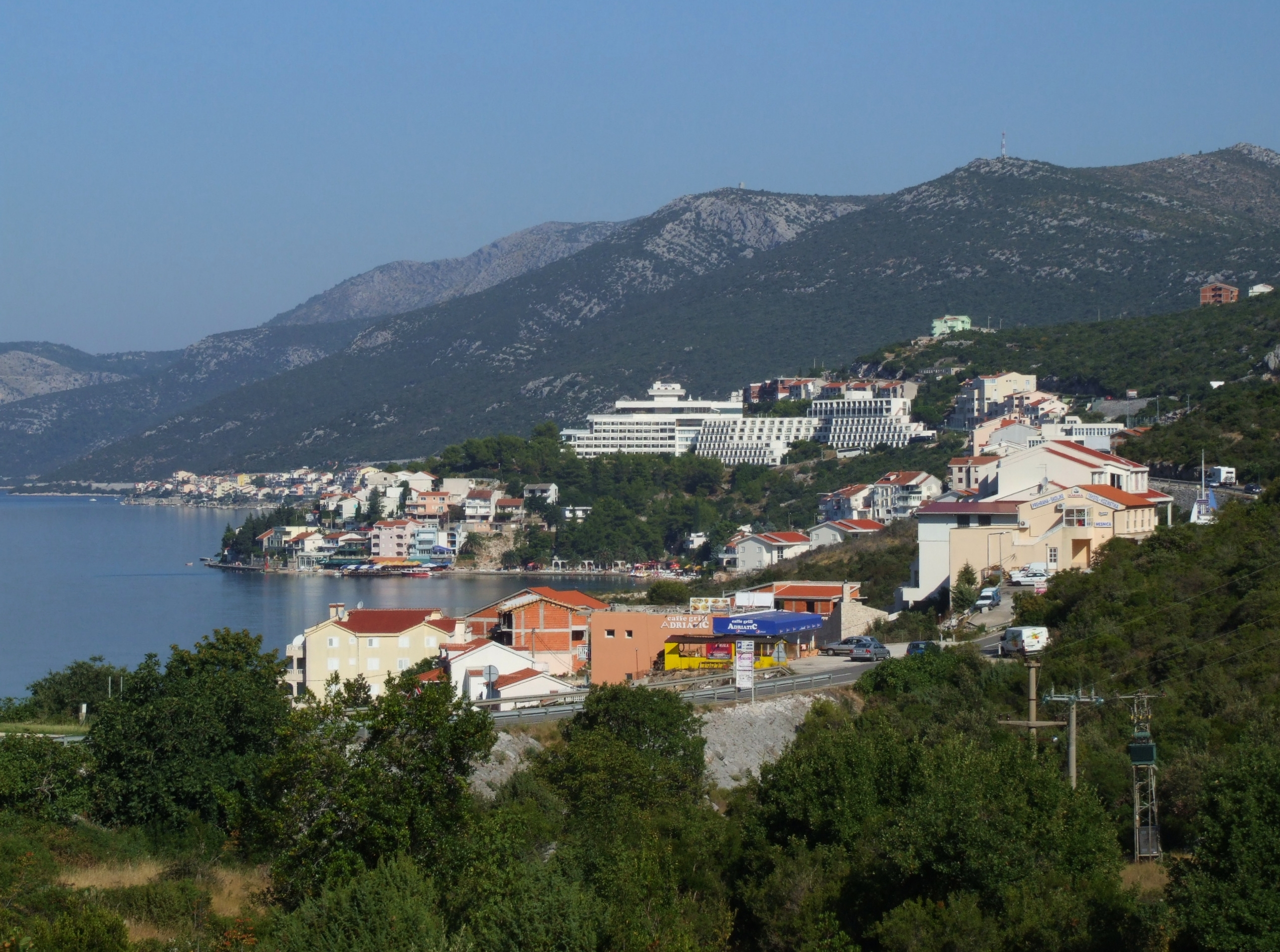
Vista di Neum
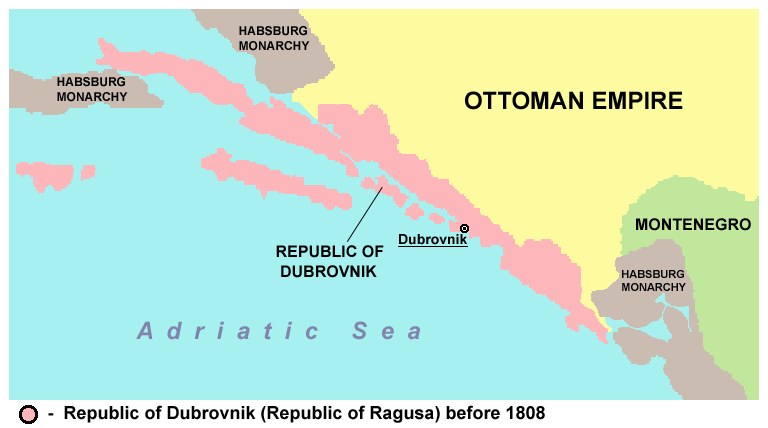
Accessi al mare dell'impero ottomano dal 1699: Neum a nord, Sutorina a sud. I territori dell'impero asburgico erano parte della Serenissima fino al 1797: la zona settentrionale apparteneva alla Dalmazia veneta, mentre quella meridionale all'Albania veneta